# خاماماتیورت
خاماماتیورت (به لاتین: Khamamatyurt) یک منطقهٔ مسکونی در روسیه است که در شهرستان بابایورتوفسکی واقع شده‌است.